# Demodex pusillus
Demodex pusillus – gatunek roztocza z rodziny nużeńcowatych. Jest monoksenicznym pasożytem borowca wielkiego z rodziny mroczkowatych.
Gatunek ten opisany został po raz pierwszy w 2022 roku przez zespół badaczy z Uniwersytetu Gdańskiego – Joannę Izdebską, Karolinę Cierocką, Leszka Rolbieckiego i Mateusza Ciechanowskiego. Jako miejsce typowe wskazano Redzikowo na północy Polski.
Samce osiągają od 68 do 83 μm długości i od 23 do 28 μm szerokości, samice zaś od 70 do 93 μm długości i od 23 do 30 μm szerokości. Kształt ciała jest walcowaty. Gnatosoma ma zarys krótszego niż u podstawy szerokiego trapezu. Trójczłonowe nogogłaszczki zwieńczone są dwoma dużymi, zakrzywionymi kolcami i jednym małym kolcem stożkowatym. Nabrzmiałość gardzieli ma podkowiasty kształt i parę niewielkich szczecinek subgantosomalnych na przedzie. Prostokątna podosoma ma od spodu cztery pary zesklerotyzowanych, trapezowatych płytek epimeralnych. Ostatnia ich para u samicy formuje tylnymi brzegami trójkątne wcięcie. Odnóża występują w liczbie czterech par i złożone są z sześciu członów, z których biodro jest włączone w ścianę ciała, a pozostałe są wolne. Każda stopa zaopatrzona jest dwa rozwidlone pazurki z dużymi, hakowatymi ostrogami. Od strony grzbietowej podosomę nakrywa sięgająca wysokości trzeciej pary odnóży tarczka podosomalna. U samca wierzch podosomy ma otwór płciowy położony na wysokości przedniej krawędzi drugiej pary płytek epimeralnych i długi na od 9 do 13 μm edeagus umieszczony między wysokością drugiej i trzeciej płytki epimeralnej. Owalna, wyraźnie i stosunkowo szeroko obrączkowana opistosoma pozbawiona jest narządu opistosomalnego.
Nużeniec ten żyje na owłosionej skórze borowca wielkiego, nietoperza z rodziny mroczkowatych. Bytuje na głowie, grzbiecie, jak brzuchu gospodarza. Nie stwierdzono wywoływania przez jego żerowanie zmian skórnych.